# 記念写真

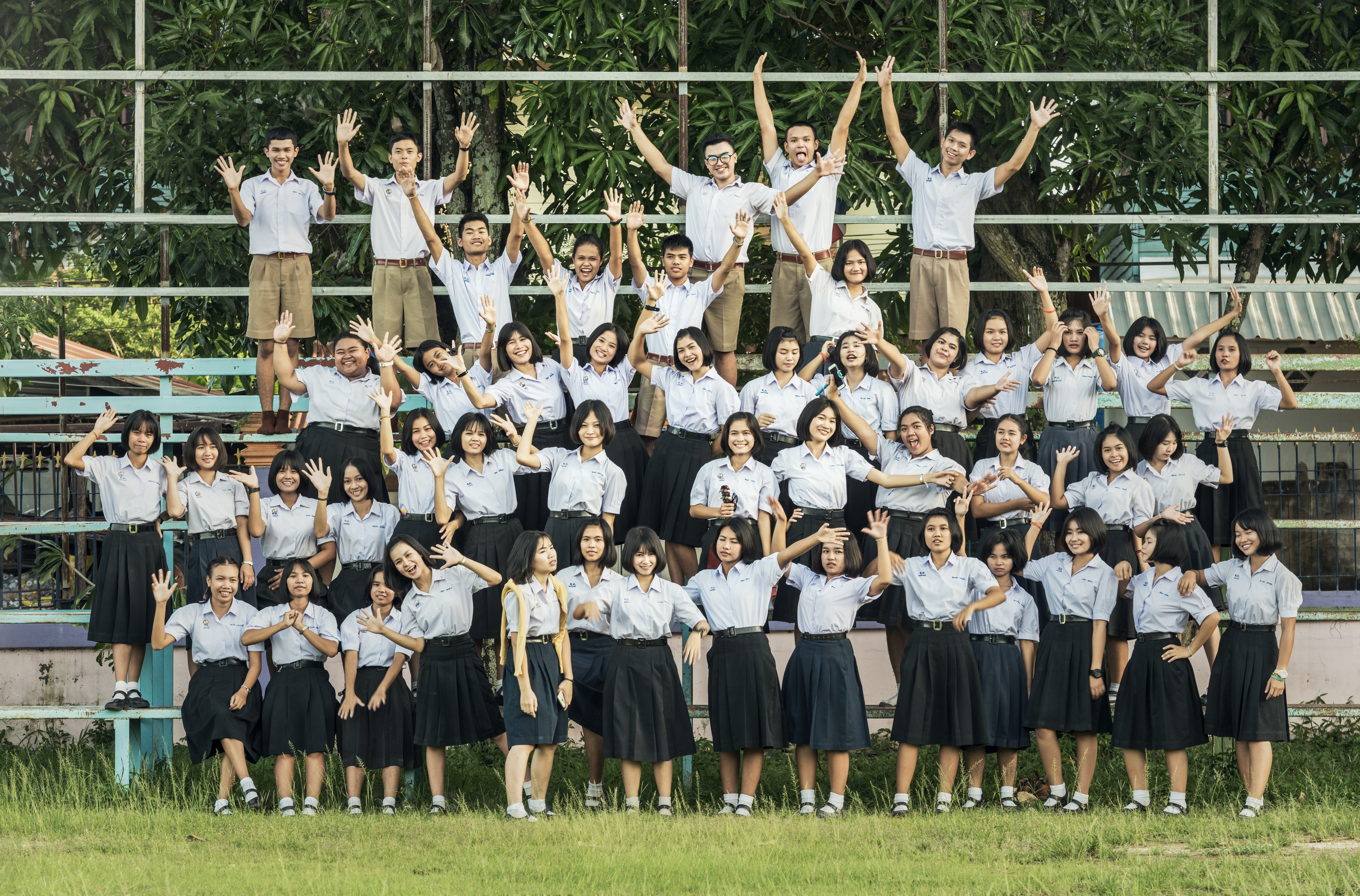
制服を着た少年少女の記念写真

記念写真（きねんしゃしん）とは、人が何がしかの事柄を記念し、撮影する写真。被写体は人物であるのが一般的。
英語圏では記念に写真を撮るのは当然として、特別に「記念写真」を意味する言葉が一般的に用意されてはおらず、写真を意味するphotoやpictureを用いる。ただし、殊更「記念写真」を強調する公式の場合は、commemorative photo/pictureでも通じる（memorial photo/pictureは葬式の写真等となってしまうので不可）。

## 概要
人が出産、生誕周年、七五三、入園、入学式、卒業式、結婚式、成人式、賀寿など、人生の節目においてハレの場である式典の様子や家族などとともにいる様子を、カメラで撮影し写真として記録することは、カメラの存在が社会で一般的になった近代に至り世界中で一般的に行われている習慣である。こうした機会に撮られた写真をいう。あるいは、旅先や観光地など日常以外の機会にその行為や撮影場所を訪れた記念を記録するために撮られた写真も、一般には記念写真と呼ばれる。
その他、家族、夫婦、恋人などが彼らにしか意味のない何らかの意味を込めて撮る写真もそう呼ばれることがある。これらは他人から見れば何の変哲もない写真と受け取られることも多い。中には、夫婦、恋人などが彼らだけの秘密の写真として公開を前提としないヌード写真などを撮ることがデジタルカメラの普及により、別段珍しいことではなくなった。
写真の黎明期には、その撮影のほとんどが写真館や職業カメラマンによって行われたが、カメラの普及により近年は個人により撮影されることが多くなった。

## 立ち位置のルール

### 国際会議における記念写真
国際会議終了後の記念写真における各国首脳の立ち位置は、議長国の首脳が中央を占めること、首相よりも大統領が内側に位置すること、在任期間の長い首脳が内側に位置することといったルールに基づき決まる。もっとも議長国が大まかの順番を決めたり、各国首脳間で譲り合うこともあるため厳密さはない。

## ギャラリー

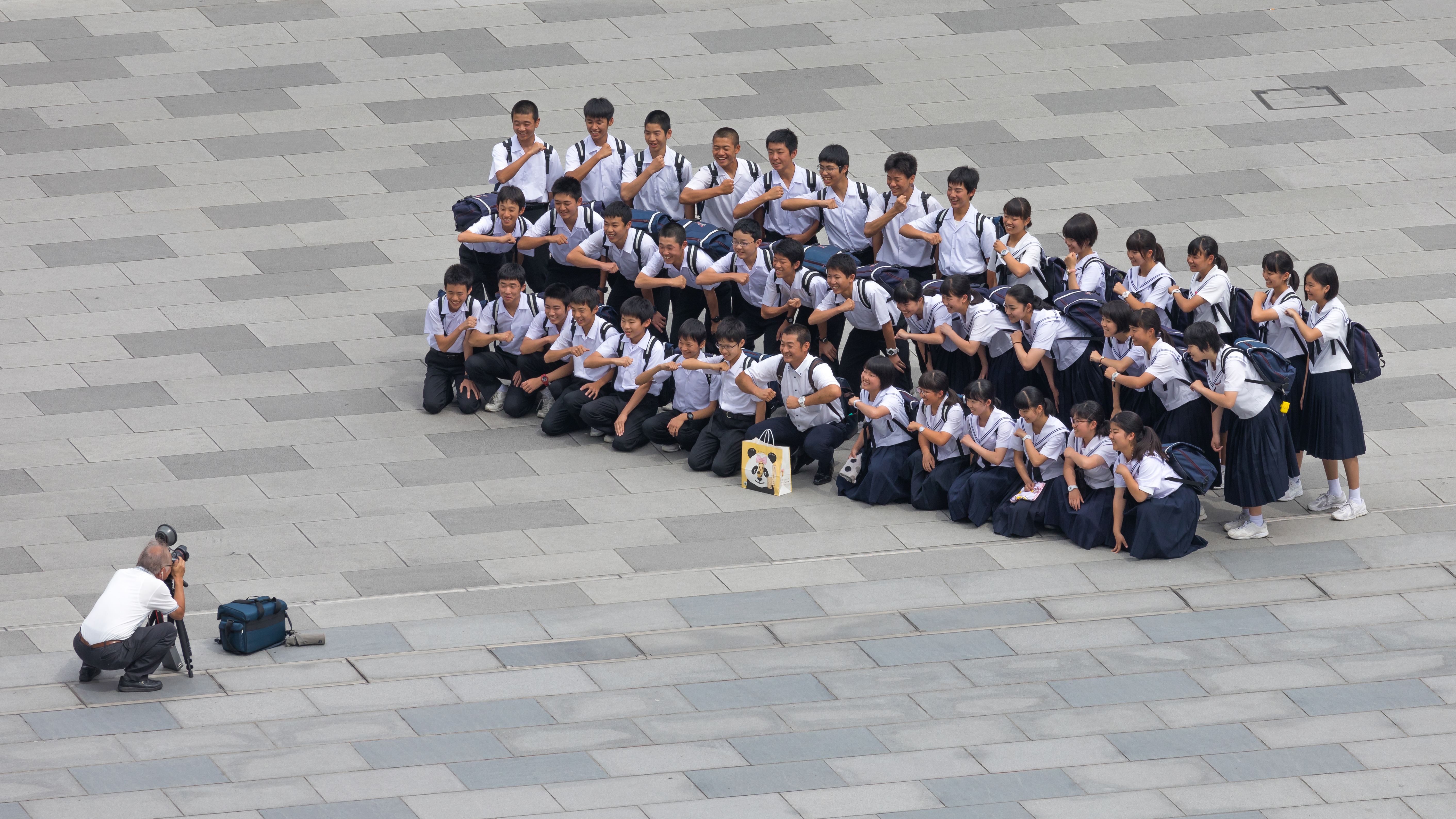
修学旅行生の記念写真の撮影現場
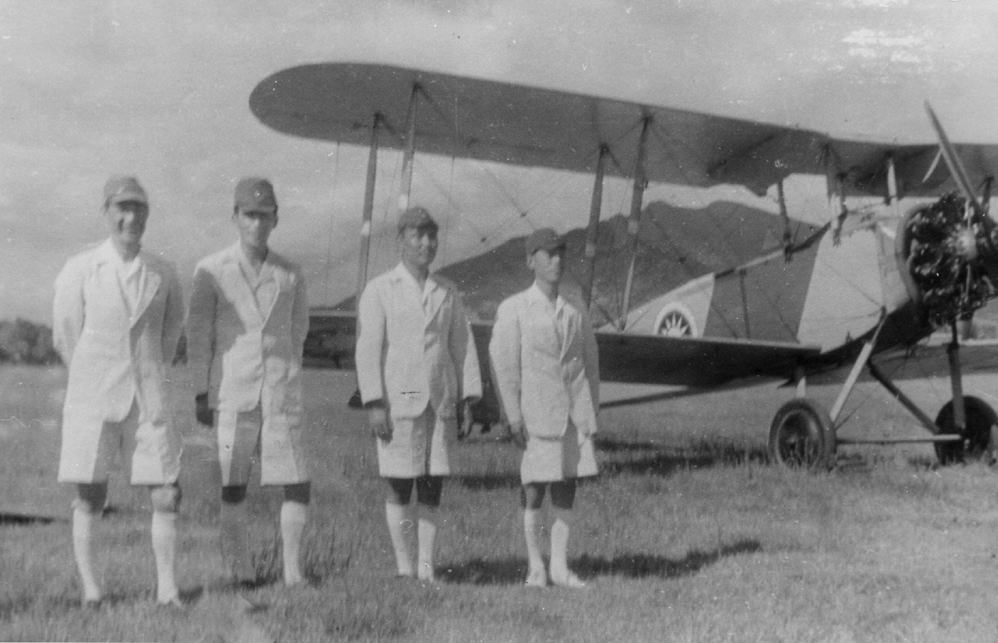
1940年代前半の中華民国南京で開催された滑空機指導者講習会での記念写真
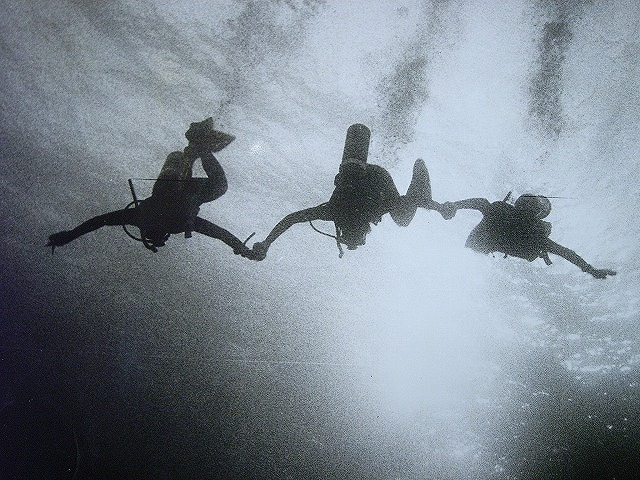
1967年日本潜水会発足の記念写真 後藤道夫撮影
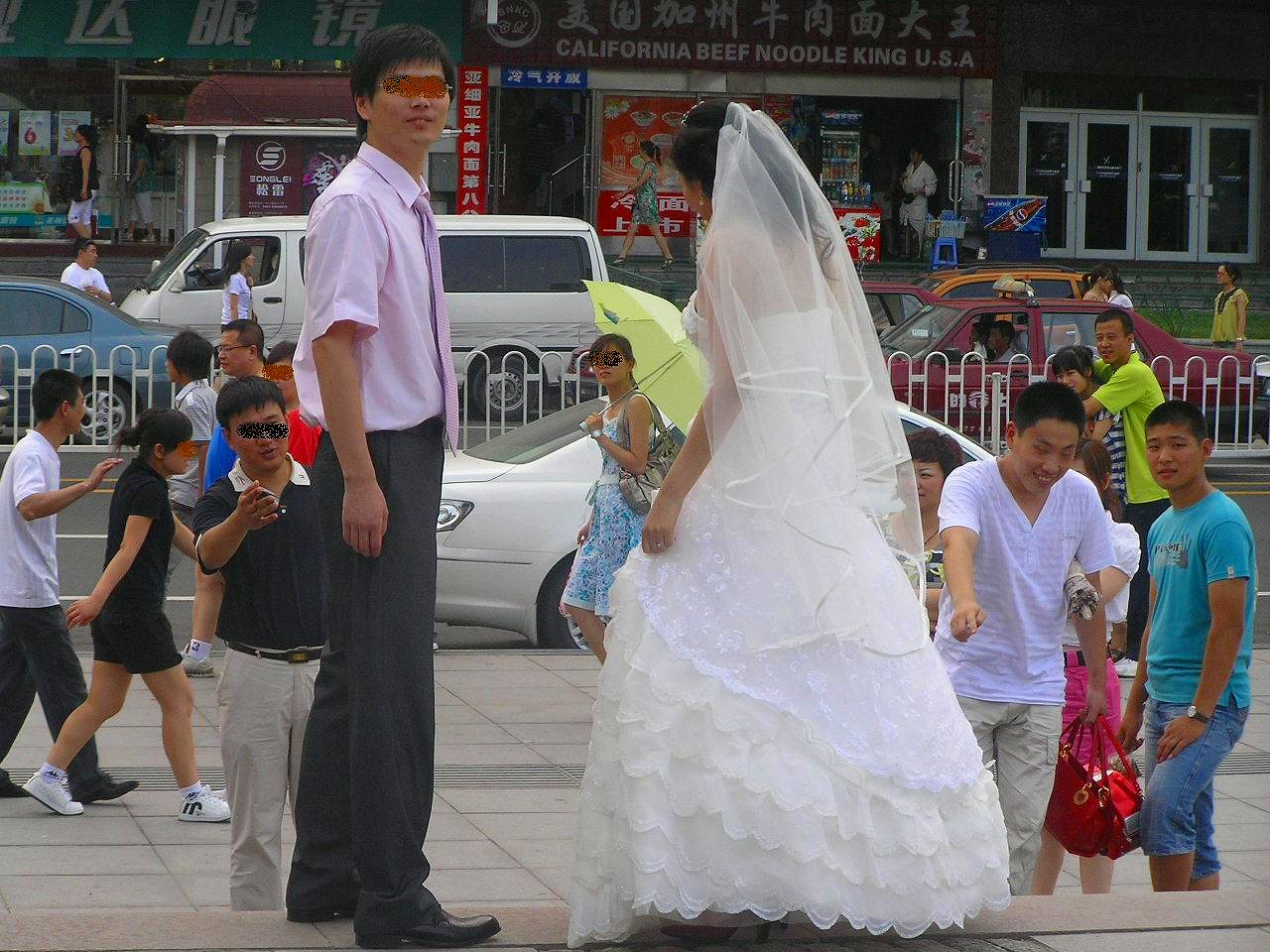
教会を前にしての中国の結婚式記念写真
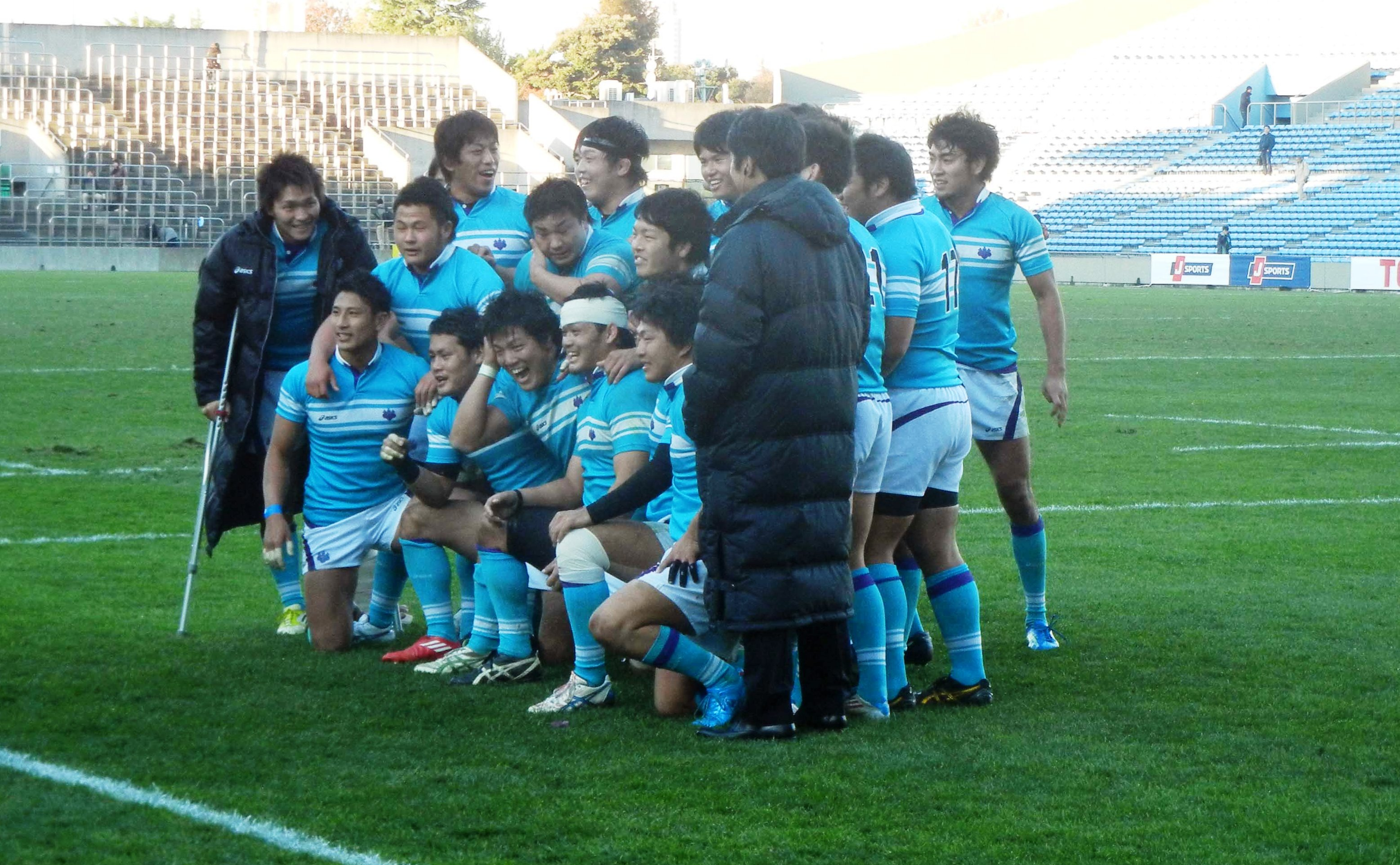
筑波大学ラグビー部　関東対抗戦優勝記念写真（2012年）
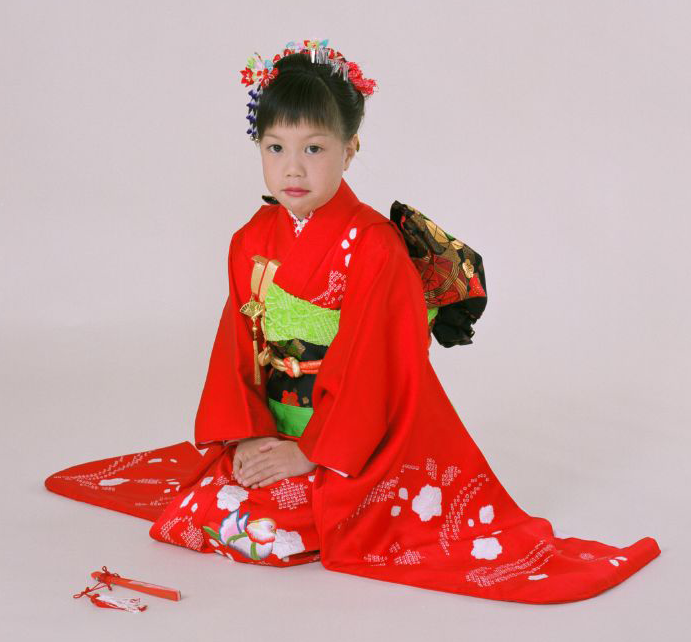
着物を着た少女の記念写真
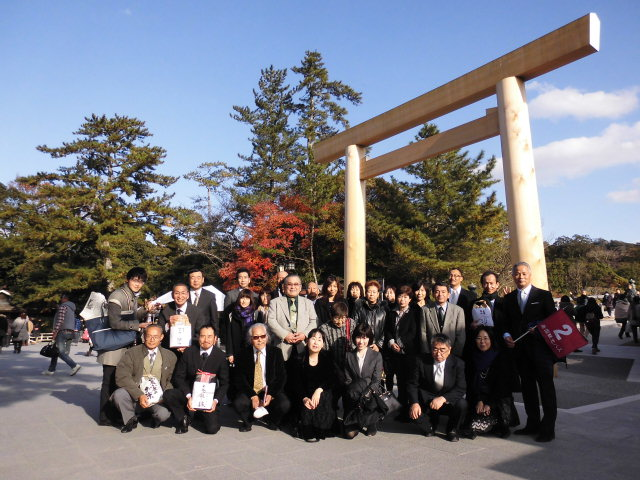
伊勢神宮での祭典を記念して
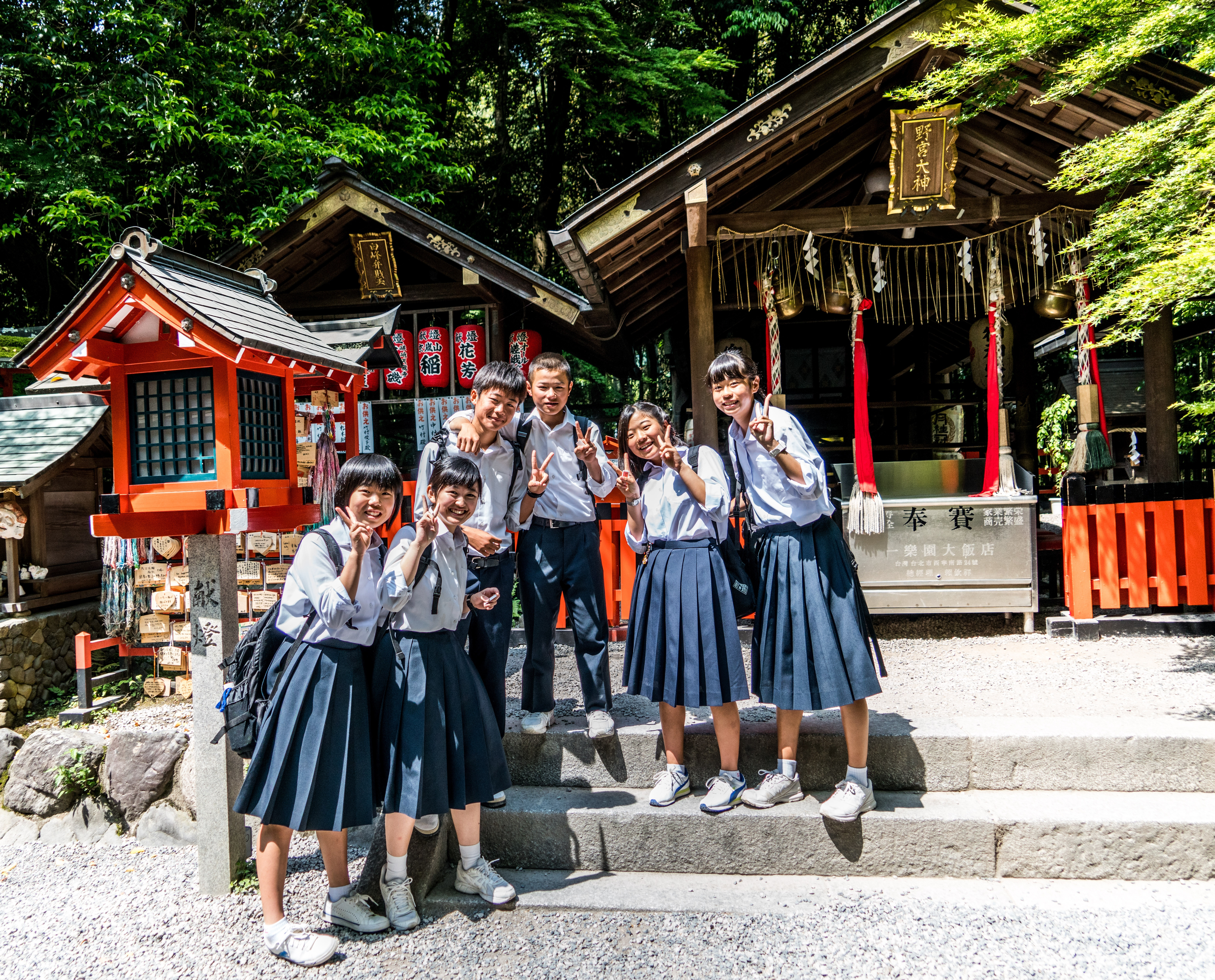
修学旅行班での記念写真